# Statul Sennar
Statul (vilaietul) Sennar (Sinnar) este una dintre cele 17 unități administrativ-teritoriale de gradul I ale Sudanului. Reședința sa este orașul Sennar (Sinja).